# Нана Фарнавис
Нана Фарнавис, настоящее имя Баладжи Джанардхан Бхану (12 февраля 1741 или 1742 — 13 марта 1800) — политический деятель, государства маратхов в Индии, министр финансов и первый министр империи.
Нана родился во влиятельной и уважаемой семье брамина. Его дед в прошлом спас пешву маратхов от заговора со стороны Моголов, за что стал одним из ключевых министров в правительстве пешвы. Управляя администрацией и финансами империи маратхов он обеспечил своим потомкам будущее в качестве высоких государственных служащих и дипломатов. 
После поражения сил маратхов в третьей битве при Панипате Нана Фарнавис бежал в Пуну, где, хоть и не будучи формально военным деятелем, стал одной из ключевых фигур внутренней и внешней политики государства. Когда в 1773 году пешва Нараян-рао был убит, Нана Фарнавис на время стал ввиду малолетства наследника Мадхав-рао II фактическим главой государства, управляя империй с помощью регентского совета из 12 человек.
Был известен не только как принесший империи кратковременное процветание благодаря своим административным, финансовым и дипломатическим знаниям, но и как непримиримый борец против распространения политического влияния Британской Ост-Индской компании в Индии. В ходе первой англо-маратхской войны, войскам англичан и их союзников из ряда индийских государств было нанесено несколько серьёзных поражений (в особенности в 1776 и 1779 годах), благодаря чему государство маратхов временно отстояло свою независимость — в 1782 году было подписано перемирие с Компанией. За время своего руководства страной Нана Фарнавис не только укрепил единство государства маратхов, но и расширил территорию империи, заставив многие окрестные мелкие государства признать верховную власть пешвы. Границы империи были расширены до Майсура; в 1786 году майсурские войска разбили маратхов, но благодаря искусной дипломатии Нана Фарнавис добился заключения выгодного мира.
Умер в Пуне за два года до бегства пешвы Баджи-рао II под защиту англичан, которая привела ко Второй англо-маратхской войне, в результате которой могущество конфедерации маратхов было окончательно подорвано.